# Вамария, Клемантин
Джойфул Клемантин Вамария (англ. Joyful Clemantine Wamariya, род. 1988, Кигали) — руандийско-американская писательница, оратор и правозащитница.
Родилась в Руанде; она была вынуждена покинуть свой дом в Кигали и своих родителей в возрасте шести лет из-за геноцида в Руанде. Она искала убежища со своей большой семьёй на юге страны, но была вынуждена снова бежать, когда геноцид стал вновь угрожать её семье. Она и её старшая сестра бежали из страны и провели несколько лет в поисках убежища в Африке, прежде чем им предоставили убежище в Соединённых Штатах.
Она поселилась с семьёй в районе Чикаго и впервые пошла в школу в возрасте тринадцати лет. Она привлекла международное внимание в 2006 году благодаря появлению на шоу Опры Уинфри, где неожиданно воссоединилась со своими родителями. После окончания Йельского университета она продолжила карьеру рассказчика, участвуя в различных мероприятиях, в том числе выступая на TED. В 2018 году она опубликовала книгу о своём жизненном опыте под названием «Девушка, которая улыбалась бисером». Она является лауреатом премии Alex Awards 2019 года.

## Ранние годы и опыт жизни в Африке
Вамария родилась в Руанде и выросла в девяти разных странах, включая восточную и южную Африку. Её отец был бизнесменом в сфере такси, а мать работала медсестрой и садовником, выращивая фрукты и цветы в семейном доме. У неё также была преданная няня.
Геноцид в Руанде начался в апреле 1994 года, когда Вамарии было шесть лет. Семья услышала громкие звуки выстрелов, которые её брат Пуди приписал грому, а также они заметили, что их соседи отсутствуют. Осознав опасность, семья отправила Клемантин и её сестру Клэр на юг страны, чтобы те жили на ферме её бабушки. Но это тоже было небезопасно; семья стала мишенью для убийства. Когда злоумышленники постучали в дверь, бабушка сказала ей и Клэр бежать. Путешествуя ночью и скрываясь днём, питаясь фруктами, им удалось бежать из страны и стать беженками.
Первым убежищем, в которое попали сёстры, стал лагерь беженцев в Бурунди, но они не смогли надолго поселиться в одном месте. Сочетание насилия в лагерях и желания найти место с более благополучной перспективой привело к тому, что они провели много лет, путешествуя между лагерями. В течение следующих шести лет они переехали из Бурунди в Заир, Танзанию, Малави, Мозамбик и, наконец, в Южную Африку. Оттуда в 2000 году сёстры обратились за помощью в Международную организацию по миграции и получили визы беженцев в США.

## Переселение в США
Вамария и её сёстры были переселены чикагским отделением организации по переселению беженцев World Relief, которая сотрудничала с семьёй в Кенилворте, пригороде Чикаго, штат Иллинойс.
Поселившись в США, Вамария впервые начала ходить в школу в возрасте тринадцати лет. Она училась с шестого класса в Академии христианского наследия, а затем перешла в среднюю школу Нью-Трир в соседней Виннетке. После окончания Нью-Трир в 2008 году она училась в Йельском университете, где в 2014 году получила степень бакалавра сравнительного литературоведения.

## Карьера

### Появление на шоу Опры Уинфри
Вамария впервые стала известна на национальной и международной арене, когда она появилась на шоу Опры Уинфри в 2006 году, ещё будучи ученицей Нью-Трира. Вместе со своей сестрой Клэр она должна была появиться на шоу, чтобы обсудить свой опыт во время геноцида. Но сёстры не знали, что Уинфри запланировала неожиданное воссоединение с их родителями. И её отец, и мать пережили геноцид, и она общалась с ними по телефону, но не видела их лично в течение двенадцати лет. Продюсеры шоу организовали перелёт родителей из Африки, а их воссоединение транслировали по телевидению. Вамария была приглашена в качестве гостя на шоу Опры ещё три раза в последующие годы, и её выступления в шоу привлекли к ней международное внимание.

### Рассказчик

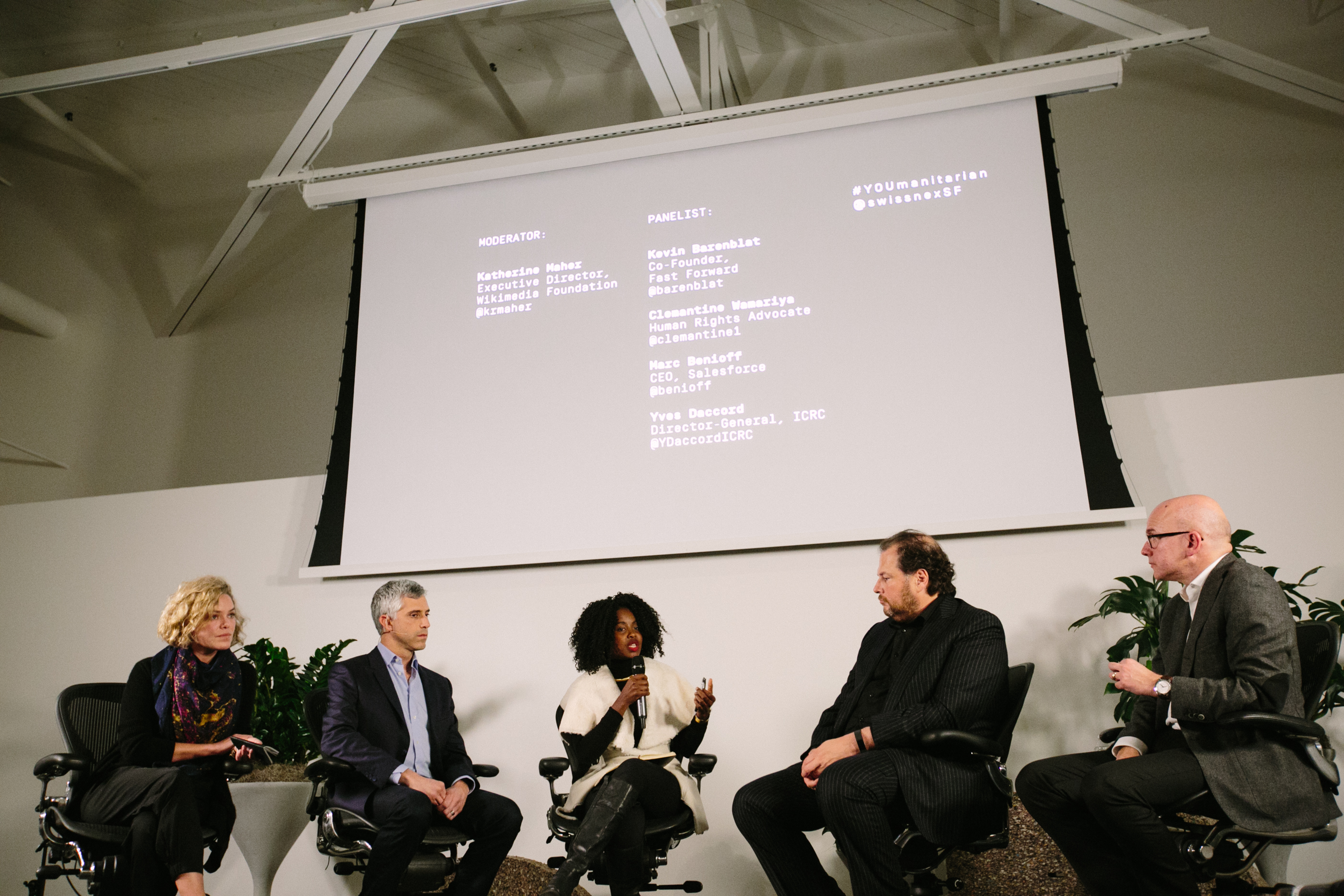
Вамария в 2016 году, вместе с Кэтрин Мар, Марком Бениоффом и Ивом Даккордом

Вамария проявила интерес к искусству сказительства в школьные годы, когда делилась своим опытом с однокурсниками. После её появления на шоу Опры организаторы мероприятий, особенно в сфере гуманитарной помощи, приглашали её выступить. Её мероприятия включали в себя выступление на конференции TED под названием «Война и что будет после», речи за обедом и ужином, а также выступления на мероприятиях по сбору средств.
После своего появления на шоу Опры и во время учёбы в Йельском университете Вамария рассказывала свои истории для Мемориального музея Холокоста США. В знак признания этого и её работы с организацией беженцев в Йельском университете и в Нью-Хейвене, штат Коннектикут, президент Барак Обама назначил её в правление Музея. В 2016 году Вамария была переизбрана на второй пятилетний срок.

### Писательница
После получения степени в Йельском университете Вамария переехала в Сан-Франциско, где познакомилась с журналисткой The New York Times Элизабет Вейл, которая жила в том же районе. Она рассказала Вейл о своём жизненном опыте, и они вдвоём начали писать большую статью. Они получили положительный отклик и решили расширить работу до полноценной книги. Они работали над ней два года, и выпустили книгу в 2018 году. Книга называется «Девушка, которая улыбалась бисером»; это относится к истории, рассказанной ей её няней в детстве, в которой Вамария контролировала сюжет и судьбу персонажей. В вопросах и ответах с издателем книги она процитировала мемуары Эли Визеля о Холокосте «Ночь», назвав их источником вдохновения, поскольку прочитала книгу, когда училась в школе. Она смирилась с пережитыми ужасами и прочитала работы Одри Лорд, Тони Моррисон, Октавии Батлер и В. Г. Зебальда (которые научили её тому, что «мы живём во всех временах и местах одновременно»).